# Simen Agdestein
Simen Agdestein (född 15 maj 1967 i Asker) är en norsk schackstormästare, och tidigare fotbollsspelare.

## Schackkarriär
Agdestein slog igenom i tidig ålder, och vann norska mästerskapen i schack redan som femtonåring 1982, en tävling som han sedan vunnit ytterligare sex gånger. Han blev sedan internationell mästare vid sexton års ålder, och stormästare som artonåring. År 1986 slutade han på andra plats i Junior-VM, framför spelare som Evgeny Bareev, Viswanathan Anand och Jeroen Piket. Han slog sig dock aldrig in i den yppersta världseliten, men var Norges starkaste schackspelare från mitten av 1980-talet fram till Magnus Carlsens genombrott.

## Fotbollskarriär
Agdestein var också en framgångsrik fotbollsspelare. Han spelade för Lyn, och noterades för åtta A-landskamper. I början av 1990-talet tvingades han dock lägga av efter en knäskada.
Detta inverkade även negativt på hans schackkarriär vid denna tid, men vid slutet av 1990-talet hade Agdestein åter etablerat sig som en stark internationell stormästare. 

## Övriga aktiviteter
Agdestein har sedan flera år tränat Magnus Carlsen. Han undervisar även i schack vid ett norskt idrottsgymnasium. Han skriver en schackspalt i Verdens Gang, och har även deltagit i den norska upplagan av Let's Dance. Agdestein var tidigare gift med Marianne Aasen Agdestein, som sitter i Stortinget för Arbeiderpartiet.